# Маја Буждон
Марија Буждон (око 1920, Шкрљево, Бакар, Краљевина СХС — Загреб, мaj 1945, ДФ Југославија) је била припадник усташа, чувар женског логора Стара Градишка у саставу усташког логора Јасеновац.
У Музеју жртава геноцида у логорима смрти Стара Градишка и Јасеновац, Буждон је идентификована по фотографији у усташкој униформи са управитељицом логора Надом Тамбић-Шакић, женом Динка Шакића. А управо су оне, по сећању логораша, заједно са Божицом Обрадовић биле такозвана „црна тројка“ која се највише хвалила почињеним злочинима. У истрази Државне комисије након ослобођења, несумњиво је утврђено да су починиле низ убистава и свирепих мучења над логорашицама, због чега је Маја Буждон осуђена на смрт. Нада је успела да побегне из земље, емигрира у Аргентину и избегне одговорност за почињена злодела.